# Parting Should Be Painless
Parting Should Be Painless è il quinto album in studio da solista del cantante britannico Roger Daltrey, pubblicato nel 1984.

## Tracce
Side 1
1. Walking in My Sleep – 3:28
2. Parting Should Be Painless – 3:41
3. Is There Anybody Out There? – 4:17
4. Would a Stranger Do? – 3:33
5. Going Strong – 5:08

Side 2
1. Looking for You – 3:20
2. Somebody Told Me – 3:07
3. One Day – 3:10
4. How Does the Cold Wind Cry – 3:46
5. Don't Wait on the Stairs – 6:33